# Säuritz

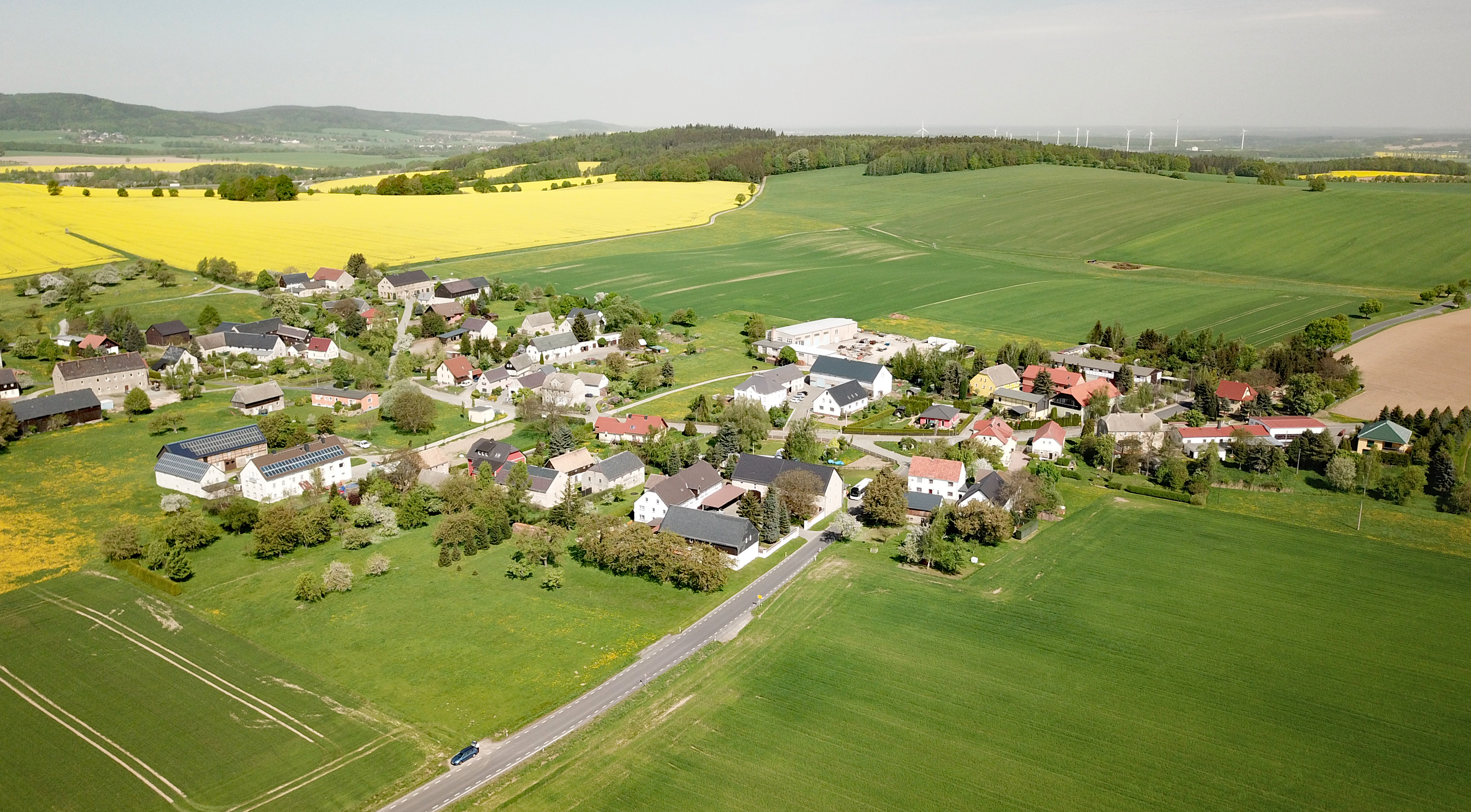
Luftbild

Säuritz, obersorbisch Žuricyⓘ, ist ein Dorf im Zentrum des Landkreises Bautzen in der Oberlausitz und gehört seit 1994 zur Gemeinde Panschwitz-Kuckau. Säuritz befindet sich im sorbischen Kernsiedlungsgebiet etwa sechs Kilometer südlich von Panschwitz-Kuckau. Ein Teil der Einwohner spricht Sorbisch.
Die Nachbarorte sind Kaschwitz im Norden, Glaubnitz im Nordosten, Burkau im Süden sowie Gödlau im Nordwesten. Unweit südlich verläuft die Bundesautobahn 4.

## Geschichte
Der Ort wurde erstmals 1357 als Zuricz erwähnt. Die Grundherrschaft über den größten Teil des Dorfes lag beim Bautzener Domstift, was dazu führte, dass Säuritz über die Reformation hinaus katholisch blieb.
Bis zum 1. Januar 1974 war Säuritz eine eigenständige Landgemeinde, dann wurde es zunächst nach Ostro und schließlich am 1. Januar 1994 in die Großgemeinde Panschwitz-Kuckau eingemeindet.

## Bevölkerung
Gemäß der Statistik von Arnošt Muka waren 1884 von insgesamt 157 Einwohnern 86 Sorben (55 %). Ernst Tschernik ermittelte 1956 einen sorbischsprachigen Bevölkerungsanteil von noch 38,2 %. Damit war Säuritz – wie heute – der südwestlichste Ort des sorbischen Sprachgebietes in der Oberlausitz.
Der Ort ist konfessionell gemischt. Die katholischen Einwohner sind seit 1772 nach Ostro gepfarrt, die evangelischen gehören zur Kirchgemeinde Burkau.

## Persönlichkeiten
- Jan Cyž (1898–1985), sorbischer Jurist, Verleger und erster Landrat des Landkreises Bautzen nach dem Zweiten Weltkrieg; geboren in Säuritz